# Devil's Path
Albums de Dimmu Borgir
Stormblåst Enthrone Darkness Triumphant
Devil's Path est le nom d'un EP du groupe de black metal symphonique norvégien Dimmu Borgir. 
Le groupe délaissa à partir de cette sortie le norvégien pour l'écriture de ses textes, lui préférant l'anglais, signe d'une internationalisation de sa notoriété.
Nocturnal Fear est une reprise d'une chanson du groupe Celtic Frost.

## Composition
- Shagrath : Guitare, claviers et chant
- Silenoz : Guitare
- Tjodalv : Batterie
- Nagash : Basse

## Liste des titres
1. Master of Disharmony 6:06
2. Devil's Path 5:32
3. Nocturnal Fear 3:22
4. Nocturnal Fear (Celtically Processed) 3:30

## Réédition
Devil's Path a été réédité en 1999 par le label Nuclear Blast augmenté de la démo In the Shades of Life du groupe de black metal symphonique norvégien Old Man's Child, donnant un split-album intitulé Sons of Satan Gather for Attack.

## Liste des titres (version rééditée)
1. Master of Disharmony 6:06
2. Devil's Path 5:32
3. Nocturnal Fear 3:22
4. Nocturnal Fear (Celtically Processed) 3:30
5. St. Aidens Fall 5:49
6. Seeds Of The Ancient Gods 6:40
7. Manet Sorgfull Igjennom Skogen 5:38
8. The Old Man's Child 4:03
9. ...Og Jeg Iakttok Dødsrikets Inntog 5:04